# 島エリナ
島エリナ（しま えりな）は日本の作詞家。アニメの主題歌・オープニングテーマなども多数手がける。

## 主な作詞提供アーティストと楽曲
- 麻生真美子&キャプテン「急がば回ってFall in Love」
- 石川優子「2度目のFALL IN LOVE」
- 石野真子「お嫁にもらって下さいませんか」（泉朱子と競作）
- 欧陽菲菲「最終電車」「リメンバー・サマー」他
- 川島なお美「ラヴ・ミー・タイト」「DO YOU WANNA LAST DANCE WITH ME?」
- Queen Cream Zone「Let's try our best!」「Big tomorrow」
- 後藤次利「アイ・セイ・グッドバイ」
- 酒井法子「サヨナラのかわりに」
- 桜田淳子「アイ・セイ・グッドバイ」「バカンスの終わりに」
- 田中さとみ「悲しきParty」
- とんぼちゃん「愛する気持裏がえし」「クロスワード・パズル」
- 林原めぐみ「OUR GOOD DAY… 僕らのGOOD DAY」
- ビートたけし「ポツンと1人きり」
- 増田恵子「YESTERDAY AND TODAY」
- 松原みき「あいつのブラウンシューズ」「今日この頃」